# Pentapodus emeryii
Pentapodus emeryii är en fiskart som först beskrevs av Richardson, 1843.  Pentapodus emeryii ingår i släktet Pentapodus och familjen Nemipteridae. IUCN kategoriserar arten globalt som livskraftig. Inga underarter finns listade i Catalogue of Life.